# A.E. Thierens
Adolph Ernestus Thierens (Brielle, 20 december 1875 - Bussum, 30 december 1941) was een Nederlands militair, ambtenaar en astroloog.
Thierens volgde de familietraditie en werd officier bij de marine. Hij bereikte de rang van Luitenant-ter-zee der 1e klasse en werd in 1920 als hoofdambtenaar beheerder van de koloniale vaartuigen in Suriname na een ongeluk aan boord van een schip. Ook was hij daar lid van de onderwijscommissie. In 1921 werd hij eervol ontslagen.
Hij richtte in 1907 het Nederlands Genootschap tot bestudering van de Astronomie en Moderne Astrologie op waarvan hij tot 1922 voorzitter was. Daarmee kan hij worden gezien als de grondlegger van de moderne Nederlandse astrologie. Hij werd bekend als redacteur van het astrologisch tijdschrift Urania. Zijn vele publicaties gaan niet alleen over astrologie maar ook over Tarot, Theosofie en Vrijmetselarij. Zo hield hij in 1908 voor een afdeling van de Nederlandsche Kinderbond in het Baarnse Badhotel een lezing over de Engelse Moral Education League. Thierens was een esoterisch astroloog die astrologie vanuit een theosofische hoek benaderde. Het door hem opgerichte genootschap bestaat nog steeds als Werkgemeenschap van Astrologen.
In 1925 promoveerde hij aan de Universiteit van Lausanne in de filosofie en een jaar later kreeg hij daar een eredoctoraat. Hij publiceerde ook over filosofische- en militaire onderwerpen. Hij was driemaal gehuwd en kreeg drie kinderen.
- International Standard Name Identifier: 0000 0003 6965 7177
- Library of Congress Control Number: n80135898
- Nationale Bibliotheek van Israël: 987007312529705171
- Nederlandse Thesaurus van Auteursnamen: 070631581
- Virtual International Authority File: 243927253
- WorldCat: E39PBJr7T7cdBt6Tb4JwgBpF8C